# Плещеєво озеро (національний парк)
«Плеще́єво о́зеро» (рос. «Плещеево озеро») — національний парк на південному заході Ярославської області Росії. Розташований на території Переславского району, у центральній частині Східноєвропейської рівнини в басейні Верхньої Волги.
Національний парк знаходиться у веденні Міністерства природних ресурсів і екології Російської Федерації.

## Історія
Заснований 26 вересня 1988 роки як Переславский природно-історичний національний парк Постановою Ради Міністрів РРФСР від 26.09.88 р. № 400, який перебував у веденні Адміністрації Ярославської області і функціонував як її структурний підрозділ. 
1998 року Постановою Уряду РФ 17.07.1998 р № 777 Переславский природно-історичний національний парк перейменований в національний парк «Плещеєво озеро» та оголошений природоохоронною територією.
З 2000 року парк був у веденні Міністерства природних ресурсів РФ. На даний момент (2020 рік) підпорядковується Міністерству природних ресурсів і екології Російської Федерації. До складу парку входить Плещеєво озеро і прилеглі території.

## Загальний опис
Загальна площа парку — 23 790 га, у тому числі 15 271 га земель лісового фонду, 5 963 га земель водного фонду, 554 га земель сільськогосподарського призначення, а також 2002 га земель інших землекористувачів. На території парку розташовані: одна пам'ятка природи (Кріушкінське джерело), 26 пам'яток археології, дві пам'ятки історії і дві пам'ятки архітектури.
Основні типи рослинності національного парку — лісовий і болотний (ліси займають близько 48 % загальної площі). Головні лісотвірні породи — дрібнолисті (осика, береза), а також темнохвойні (ялина, сосна). Невеликі ділянки займають дуб, липа, клен, ясен, вільха. Діброви займають близько 1 % площі. Тут проходить північна межа ареалу дуба черешчатого. Всього флора парку включає 790 видів рослин, що відносяться до 98 родин; дев'ять з них занесені до Червоної книги Росії. Особлива група з 19 видів включена до регіонального списку рідкісних для центру європейської частини Росії і зникаючих видів.
На території парку мешкає близько 300 видів хребетних: 60 видів ссавців, серед яких знаходяться під охороною олень благородний, сарна, політуха сибірська, Sorex hoyi, 210 видів птахів, серед яких є рідкісні — чапля сіра, гуска сіра, лебідь-кликун і журавель сірий, десять видів плазунів і земноводних, 109 видів комах. У водоймах національного парку водиться 19 видів риб, з них 16 видів в озері Плещеєво, у тому числі ендемічна форма європейської ряпушки — переславськая ряпушка. Відзначено більш 20 видів тварин, що охороняються в Ярославській області. Серед них тварини, занесені до Червоної книги Росії: орлан-білохвіст, сапсан, скопа, лелека чорний, куріпка біла, хохуля руська, мнемозина.
Поруч з містечком Кухмарь на території парку діє екологічна стежка «Сіра чапля». Орнітологічний маршрут протяжністю близько одного кілометра охоплює місця проживання майже 50 видів птахів. Вести спостереження за ними можна піднявшись на шестиметрову спостережну вишку або з відкритого оглядового майданчика, а отримати корисну інформацію про види птахів можна за допомогою інформаційних стендів, які встановлені протягом всього маршруту.

## Галерея

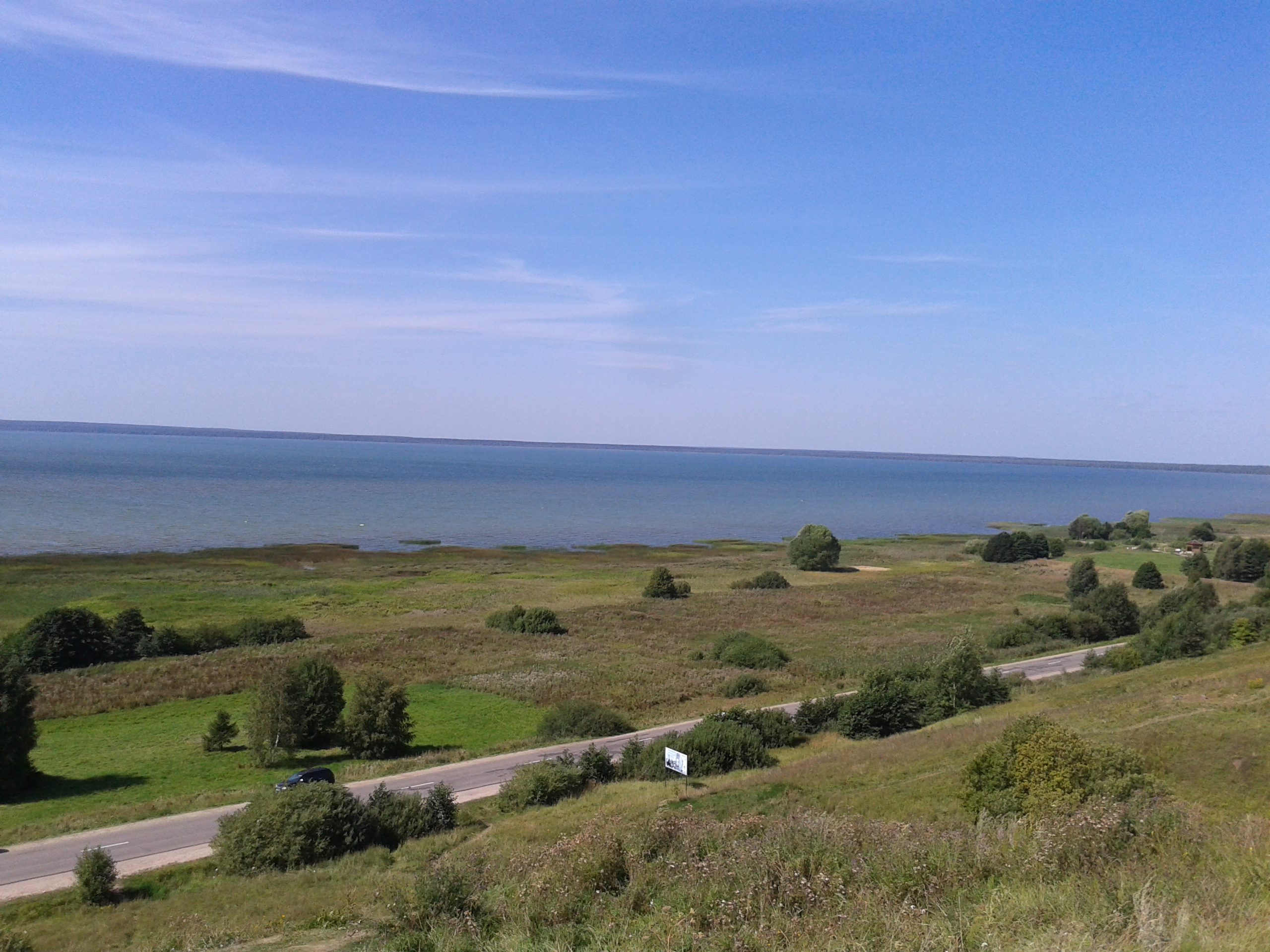
Плещеєво озеро (вид з Александрової гори).
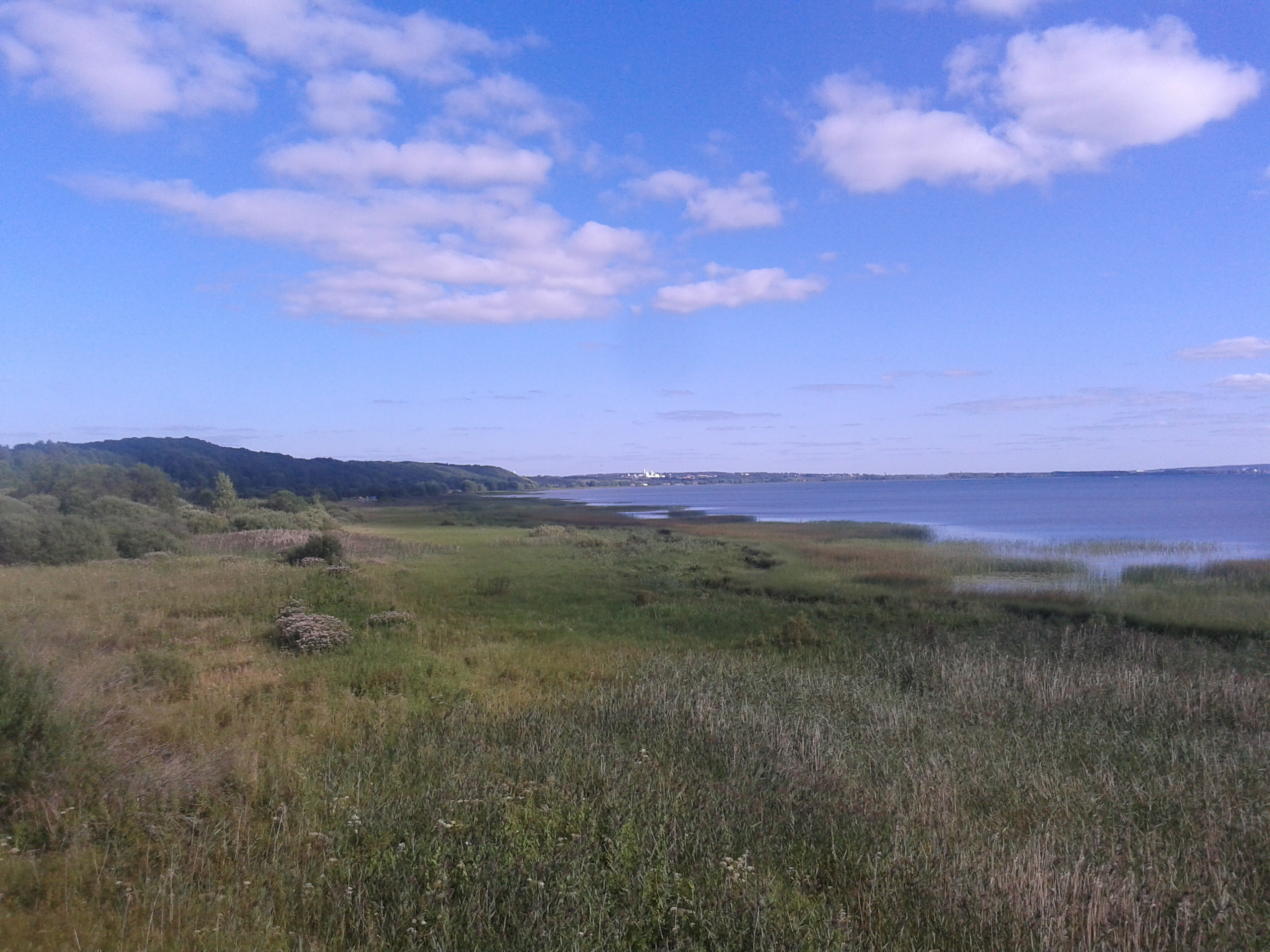
Плещеєво озеро (вид з наглядової вежі екологічної стежки «Сіра чапля»)
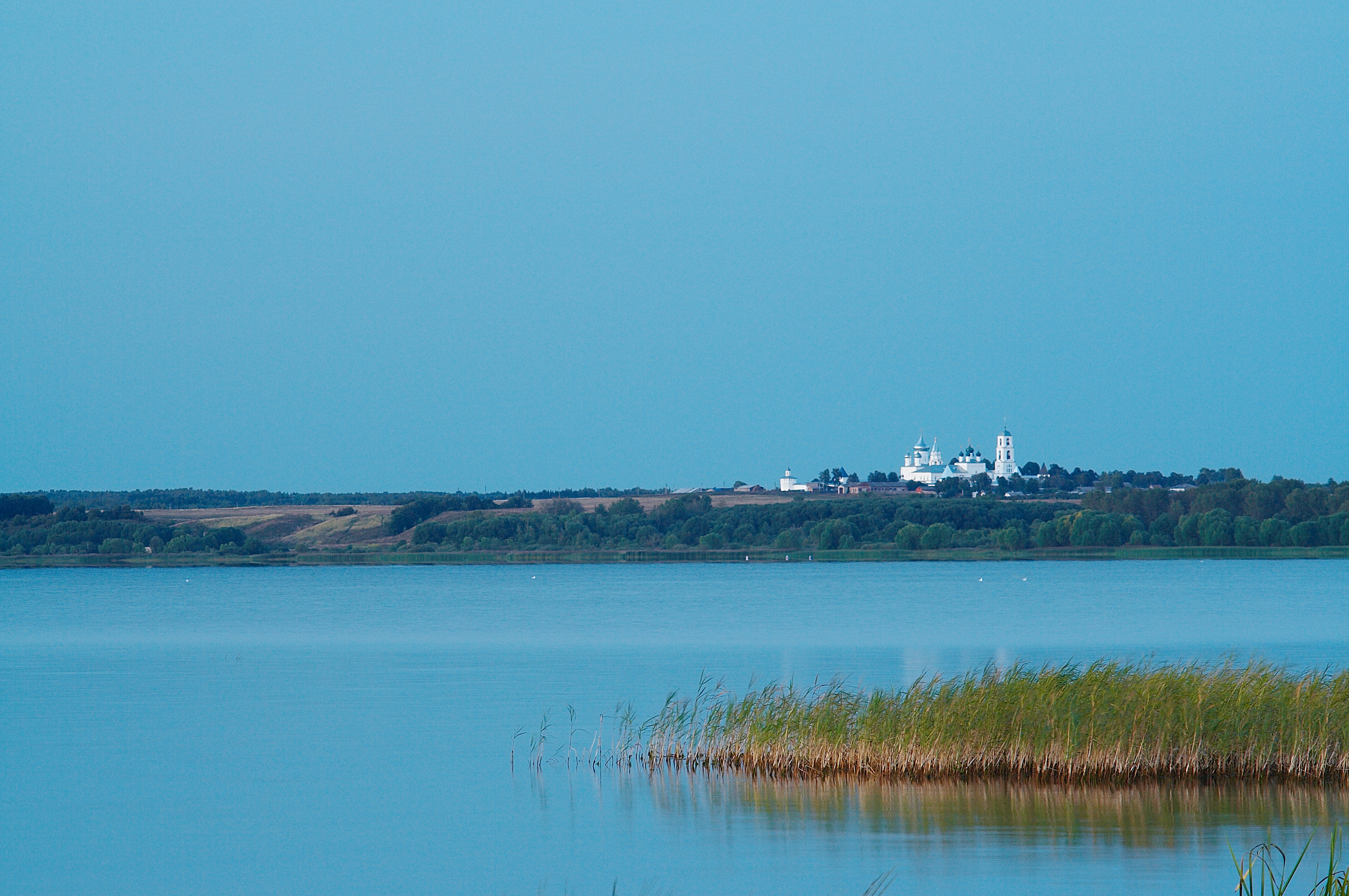
Плещеєво озеро і Нікітський монастирь
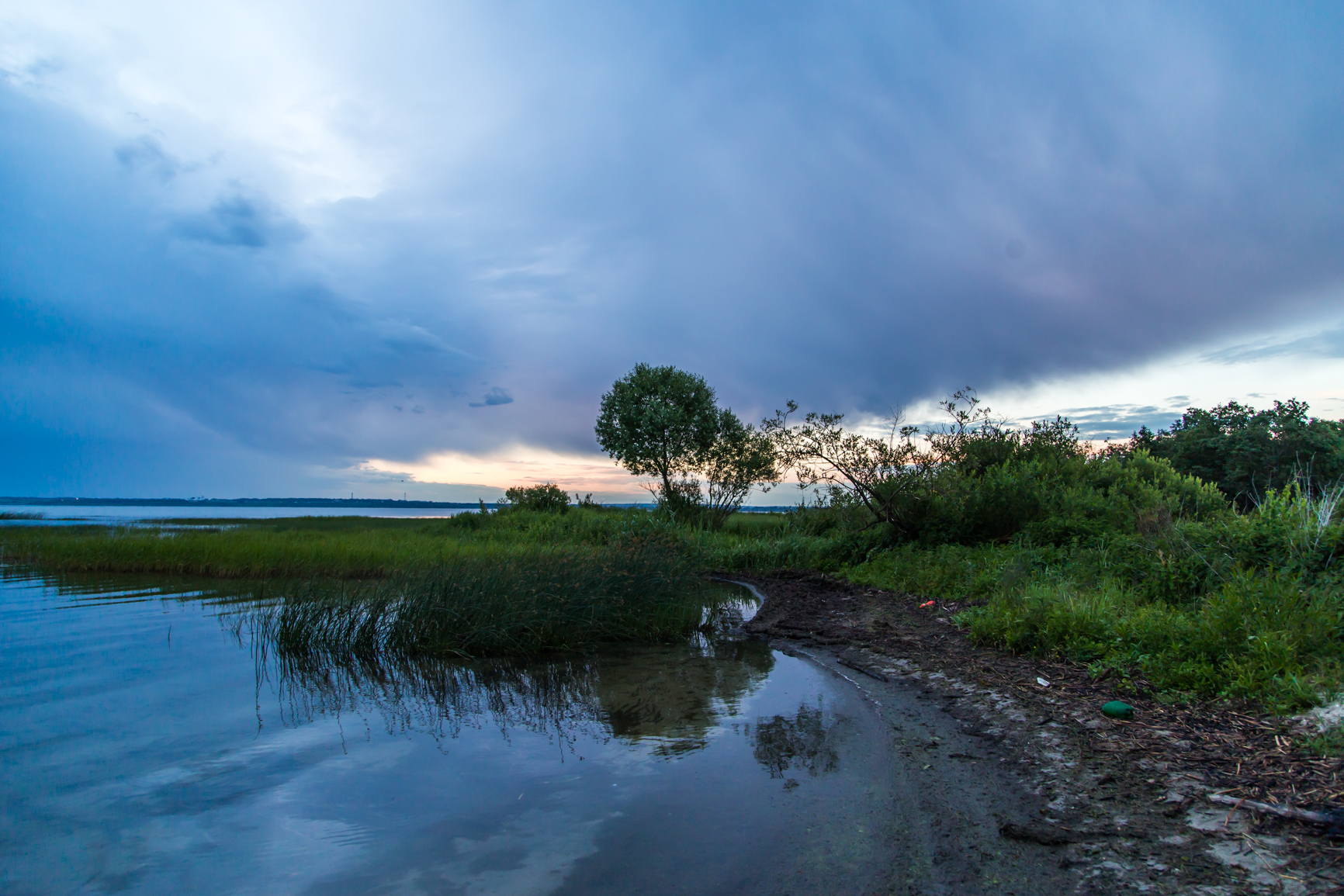
Плещеєво озеро на світанку